# Lamentabili

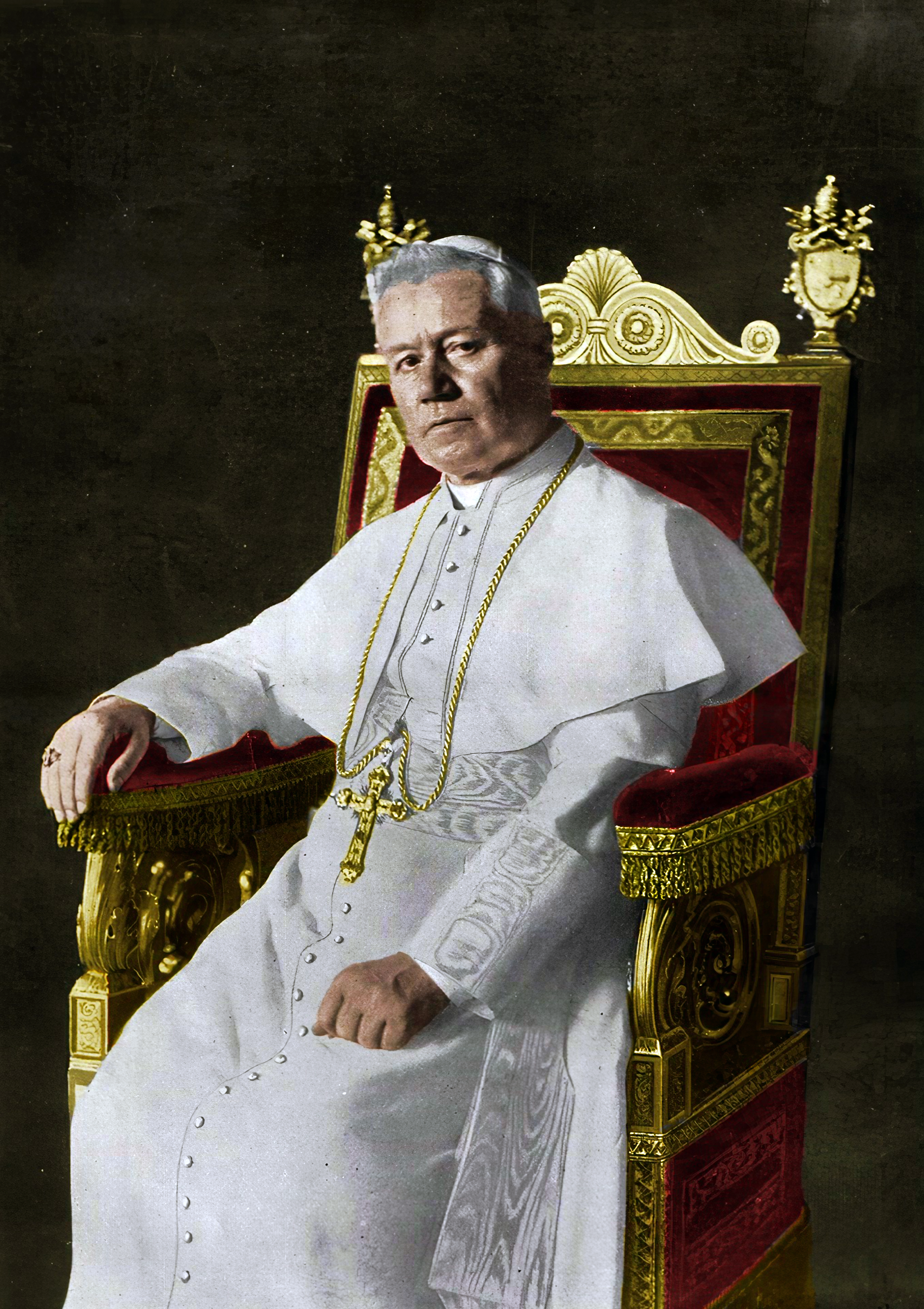
Paus Pius X

Lamentabili Sane Exitu (Latijn voor Met waarlijk betreurenswaardige uitkomsten) is een decreet van het Heilig Officie van de Rooms-Katholieke Kerk, uitgevaardigd door paus Pius X op 3 juli 1907. Het decreet - dat ook vaak kortweg Lamentabili wordt genoemd - neemt stelling tegen vijfenzestig moderne dwalingen op het gebied van Bijbelexegese, het Leergezag, en de voornaamste mysteries van het geloof. Het decreet wordt - als vervolg op de Syllabus Errorum van paus Pius IX wel de Syllabus van Pius X genoemd.

## Achtergrond
In de loop negentiende eeuw ontwikkelde zich - aanvankelijk met name in Duitsland - een nieuwe vorm van Bijbelexegese. Kenmerk van deze nieuwe benadering was vooral de historisch-kritische methode, waarbij de Bijbel niet langer werd opgevat als alleen een Goddelijk geïnspireerde vorm van geloofopenbaring, of als het dictee van God, maar waar - met behulp van hulpwetenschappen als de archeologie en de tekstkritiek naar de Bijbel werd gekeken als naar een historische verhandeling. Een voorbeeld van de controversen die dat opleverden is de kwestie van het auteurschap van Mozes van de eerste vijf boeken. Moderne inzichten leverden op dat deze boeken waarschijnlijk niet door Mozes waren geschreven en dat ze bovendien niet in volgorde van publicatie waren ontstaan. Ook onderzoekingen van wetenschappers als Alfred Firmin Loisy, die onderzoeken deed naar het Godsgeloof vóór Mozes (wat door de Kerk als een onbestaanbaarheid werd gezien) stuitten op veel verzet. In de inleiding tot de stellingen die verworpen dienen te worden, schrijft de paus dan ook:
Het is bovendien zeer betreurenswaardig dat, ook onder katholieken, er niet weinig schrijvers zijn die de grenzen overschrijden die de Vaders en de Heilige Kerk zelf bepaald hebben en, onder het mom van een hoger inzicht en in de naam van een historische beschouwing, een vooruitgang van het dogma zoeken welke in feite de corruptie van datzelfde dogma is.
In een herderlijk schrijven dat Désiré-Joseph kardinaal Mercier, aartsbisschop van Mechelen-Brussel aan zijn gelovigen richtte naar aanleiding van het verschijnen van Lamentabili en de encycliek Pascendi Dominici Gregis van twee maanden daarna, vatte hij het standpunt van de Kerk als volgt samen:
Het (modernisme) verwerpt alle openbaring, die zich van buiten af aan het geweten zou opdringen, negeert zodoende (wat ook noodzakelijk volgen móet) het leerstellig gezag van de door Jezus Christus gestichte Kerk en loochent de hiërarchie, door God tot bestuur van de christelijke wereld ingesteld

## Dwalingen
Het decreet richt zich tegen vijfenzestig opvattingen over de geloofsleer, het leergezag en de Bijbelexegese die - volgens de paus - dienen te worden veroordeeld. Daarbij worden ook dwalingen genoemd die betrekking hebben op de ontwikkeling van de wetenschap in het algemeen. Zo veroordeeld stelling 5 het idee dat de Kerk geen oordeel zou mogen hebben over ontwikkelingen in de menswetenschappen en stelling 64 de gedachte dat de leer van de Kerk, bijvoorbeeld met betrekking tot de schepping, herzien zou moeten worden aan de hand van moderne wetenschappelijke inzichten. Het decreet verzet zich daarnaast op verschillende punten tegen de historisering van Jezus, bijvoorbeeld in stelling 59, waar de paus zich keert tegen de gedachte dat Jezus niet een geheel van leerstellingen, toepasbaar voor alle mensen van alle tijden heeft geleerd, maar slechts een nieuwe religieuze beweging is begonnen, die zich steeds aanpast aan de inzichten van de tijd. Ook het idee dat de Kerk van Rome niet door de Goddelijke Voorzienigheid, maar door politieke omstandigheden het hoofd van alle kerken is geworden wordt - in stelling 56 - verworpen. Op het gebied van de Bijbel veroordeelt de paus de - inderdaad moderne - opvatting dat de parabels in het evangelie geen historiciteit hebben (stelling 13) en dat men de Bijbel slechts kan bestuderen wanneer men voorgevormde opinie over de bovennatuurlijke oorsprong van de Heilige Schriften naast zich neerlegt (stelling 12).

## Gevolgen
Twee maanden na Lamentabili publiceerde Pius X de encycliek Pascendi Dominici Gregis, waarin hij krachtig afstand nam van alle vormen van modernisme. De antimodernisteneed werd ingevoerd en er werd een actieve vervolging van geestelijken die zich schuldig zouden maken aan modernistische praktijken ingesteld. Een direct gevolg was ook de oprichting van het Pauselijk Bijbelinstituut, dat - weliswaar al voorzien door paus Leo XIII - nu vooral de taak kreeg een antidotum te zijn tegen de moderne opvattingen in de Bijbelwetenschappen, zoals bijvoorbeeld in praktijk werden gebracht door de École Biblique van pater Marie-Joseph Lagrange, O.P, in Jeruzalem.